# Geophaps plumifera
Il piccione dello spinifex, piccione plumifero o tortora dal ciuffo terricola (Geophaps plumifera Gould, 1842) è un uccello appartenente alla famiglia Columbidae endemico dell'Australia.

## Descrizione

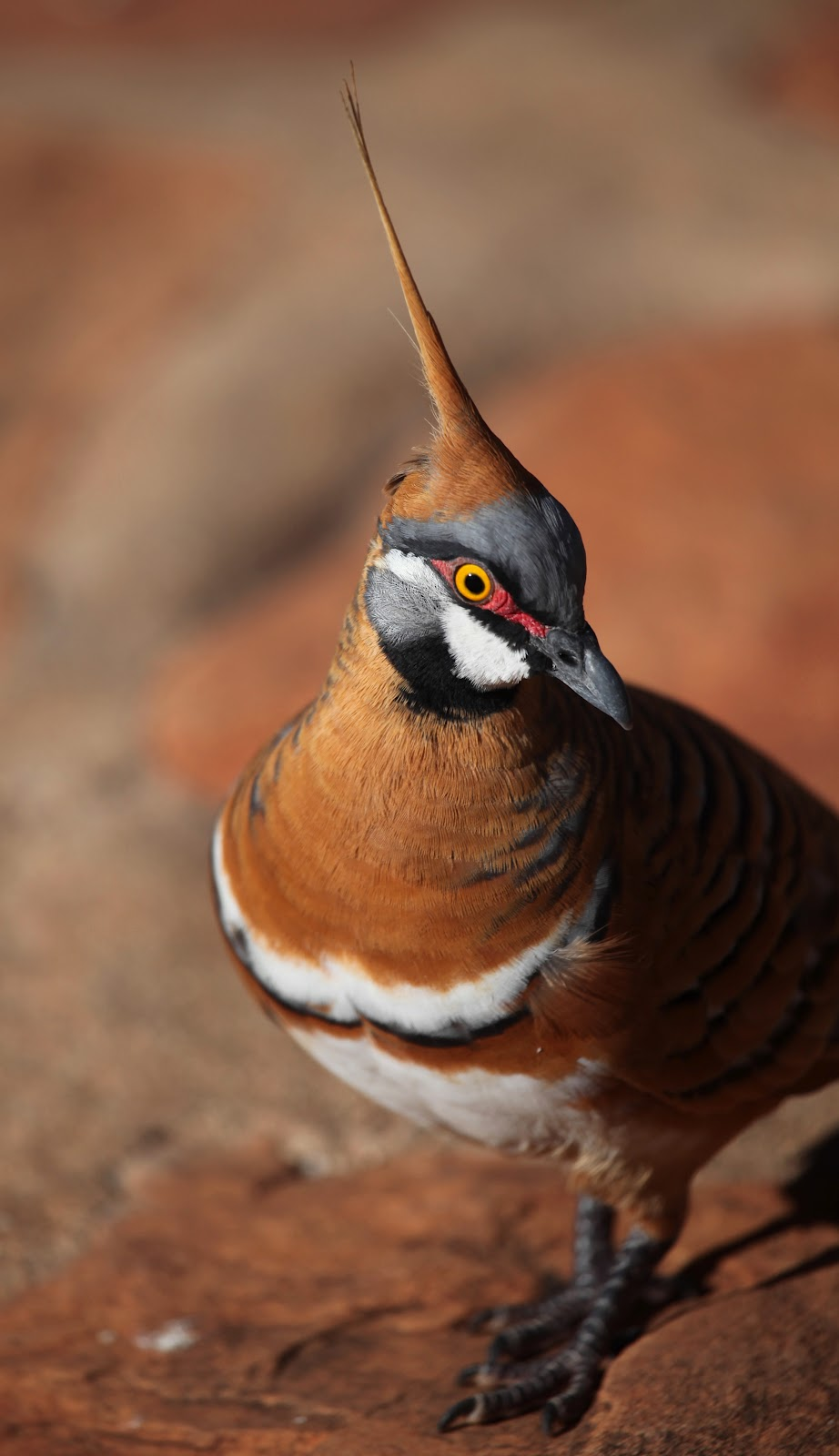
Primo piano con dettaglio della cresta di piume

Il piccione dello spinifex misura circa 22 cm di lunghezza. Il piumaggio ha una colorazione sulle tonalità del bruno cannella e presenta diverse parti bianche, grigie e nere che formano disegni a barre sul dorso. La pelle intorno all'occhio è nuda e di colore rosso carnicino. Sul capo è presente una caratteristica e vistosa cresta di piume dalla forma appuntita. Ali e coda sono corte e la postura è eretta. La specie non presenta dimorfismo sessuale.

## Biologia
Si nutre di semi e insetti. Nidifica sul terreno, spesso vicino a un cespuglio di Triodia, un genere di graminacee australiane localmente note come spinifex; il nido è costituito da una semplice depressione foderata di rametti.

## Distribuzione e habitat
È diffuso nelle zone aride dell'Australia settentrionale e centrale.
Vive in habitat aridi e semiaridi. Predilige ambienti con abbondanza di cespugli di Triodia spp.

## Tassonomia
Sono state descritte tre sottospecie:
- Geophaps plumifera plumifera Gould, 1842
- Geophaps plumifera ferruginea (Gould, 1865)
- Geophaps plumifera leucogaster (Gould, 1867)